# Salanx prognathus
Salanx prognathus är en fiskart som först beskrevs av Regan, 1908.  Salanx prognathus ingår i släktet Salanx och familjen Salangidae. Inga underarter finns listade i Catalogue of Life.